# Toaripi Lauti
Sir Toaripi Lauti, né le 28 novembre 1928 et mort le 25 mai 2014, est un homme politique tuvaluan. Il est Premier ministre du 1er octobre 1978 au 8 septembre 1981 et gouverneur général des Tuvalu du 1er octobre 1990 au 1er décembre 1993.

## Biographie
Lauti accède au poste de ministre en chef (Chief minister) sous l'administration coloniale britannique le 2 octobre 1975. Personnage clef de la transition vers l'indépendance qui intervient le 1er octobre 1978, il devient alors Premier ministre des Tuvalu mais doit quitter le pouvoir le 8 septembre 1981 devant un scandale financier le touchant personnellement. Il revient en politique à titre honoraire en obtenant le poste de gouverneur général, représentant la reine des Tuvalu, Élisabeth II, du 1er octobre 1990 au 1er décembre 1993.